# Belconnen

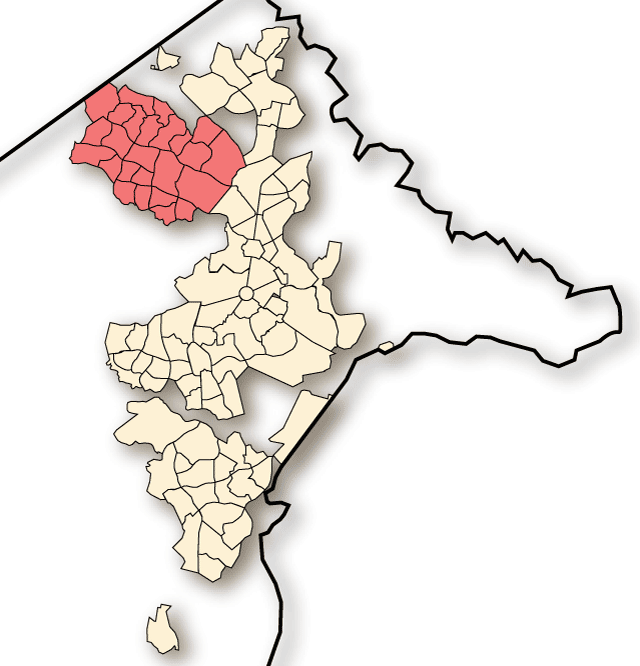
Lage von Belconnen

Belconnen ist ein Stadtbezirk von Canberra, der Hauptstadt Australiens. Er ist 129,6 km² groß und umfasst 25 Stadtteile mit insgesamt 86.189 Einwohnern (2003). Belconnen liegt nordwestlich des Stadtzentrums und umgibt den künstlichen See Lake Ginninderra am Ginninderra Creek, der in den Molonglo River mündet. Die meisten Stadtteile entstanden zwischen 1967 und 1974, bis 1994 kamen noch einige hinzu.

## Sehenswürdigkeiten
- University of Canberra im Stadtteil Bruce
- Canberra Stadium (hauptsächlich für Rugby)
- Australian Institute of Sport

## Stadtteile
| - Aranda - Belconnen - Bruce - Charnwood - Cook - Dunlop - Evatt - Florey - Fraser | - Flynn - Giralang - Hawker - Higgins - Holt - Kaleen - Latham - Lawson | - Macgregor - Macquarie - McKellar - Melba - Scullin - Spence - Page - Weetangera |